# 切爾文峰
62°37′26.6″S 61°13′30.4″W / 62.624056°S 61.225111°W

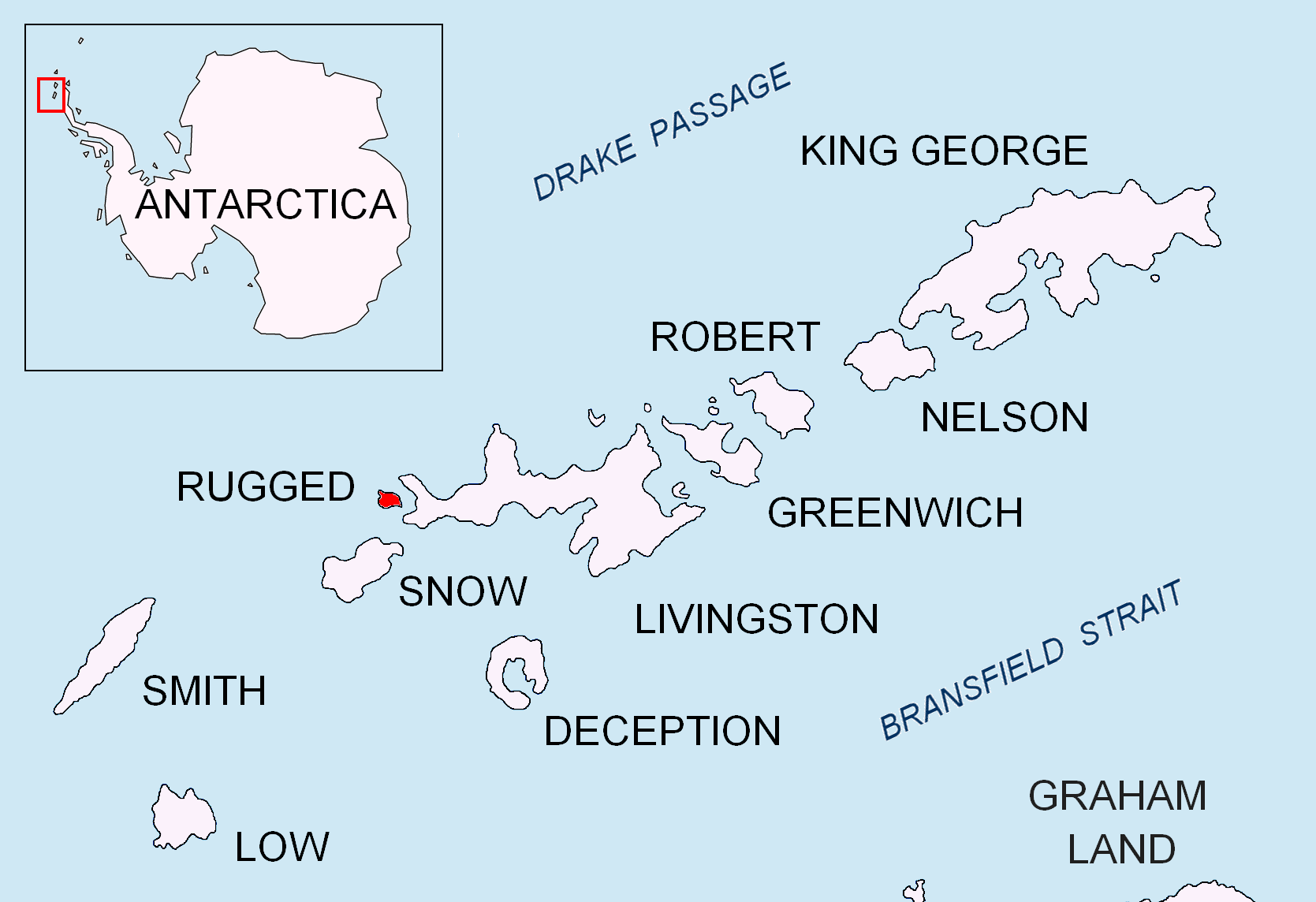

切爾文峰是南極洲的山峰，位於南設得蘭群島中利文斯頓島的拜爾斯半島西岸，處於赫林角以西1.04公里、伊萬弗拉季斯拉夫角東南面0.7公里和聖斯特凡諾峰東南面3.9公里，海拔高度224米，以保加利亞東北部的鄉鎮命名。

## 外部連結
- Cherven Peak.（页面存档备份，存于） SCAR Composite Gazetteer of Antarctica.